# Rinkeby
 Ikke at forveksle med Rinkaby.
Rinkeby er en forstad til Sveriges hovedstad Stockholm. I 2007 havde bydelen 15.051 indbyggere. Ni ud af 10 har anden etnisk baggrund end svensk.